# Mirosław Małachowski
Mirosław Kazimierz Małachowski (ur. 13 października 1943 w Łodzi, zm. 31 maja 2015 tamże) – polski chemik i polityk, poseł na Sejm II kadencji.

## Życiorys
Syn Bernarda i Ireny. Z zawodu był chemikiem. Ukończył w 1968 studia na Wydziale Chemicznym Politechniki Łódzkiej.
W 1993 uzyskał mandat posła na Sejm II kadencji. Został wybrany w okręgu łódzkim z listy Unii Pracy. Zasiadał w Komisji Ochrony Środowiska, Zasobów Naturalnych i Leśnictwa, Komisji Systemu Gospodarczego i Przemysłu oraz w Komisji Nadzwyczajnej do rozpatrzenia projektów ustaw dotyczących reformy Centrum Administracyjnego i Gospodarczego Rządu. Był także członkiem jedenastu podkomisji.
Pochowany na cmentarzu Zarzew w Łodzi.